# Skultura
Skultura ist ein Album von Nick Dunston. Die am 8. August 2022 in Berlin und am 30. November 2022 in Köln entstandenen Aufnahmen erschienen am 29. September 2023 auf den Labels Tripticks Tapes (USA) und Fun in the church (Europa).

## Hintergrund
Der New Yorker Bassist Nick Dunston, der seit 2020 Jahren in Berlin lebt, arbeitet auch mit anderen Instrumenten und Objekten, um seine Musik zu kreieren, darunter präpariertes Banjo, und benutzt auch Sampling und Tapes. Nach seinem von der Kritik gelobten Album Spider Season (2022) arbeitete Dunston mit vollständig neu besetzter Band, mit Cansu Tanrıkulu (Stimme/Effekte/Elektronik), Mariá Portugal am Schlagzeug, Liz Kosack am Synthesizer und Eldar Tsalikov an Altsaxophon und Klarinette.
Mit dem Neologismus Skultura wollte der Kontrabassist und Komponist auch und gerade auf das Besondere seiner Musik hinweisen, schrieb Martin Laurentius. „Man weiß sofort, dass mit diesem Begriff auch ‚Skulptur‘ gemeint ist, gleichzeitig hat er etwas Uneindeutiges, sodass er die perfekte Metapher ist für die hybride Musik“, erklärt Dunston zu seinem Ansatz. „Als ich die Band gegründet habe, war es tatsächlich mein Plan, amorphe Klangskulpturen zu schaffen – wie ein richtiger Bildhauer, der aus einem Stück Holz oder einem Stein eine Figur meißelt.“

## Titelliste
- Nick Dunston: Skultura (Tripticks Tapes)

1. Jane 5:43
2. Island Recursion 4:02
3. A Devastating Comeback 5:31
4. Vaquero Negro 8:28
5. Keramik 2:49
6. Kintsugi 8:30

Die Kompositionen stammen von Nick Dunston.

## Rezeption

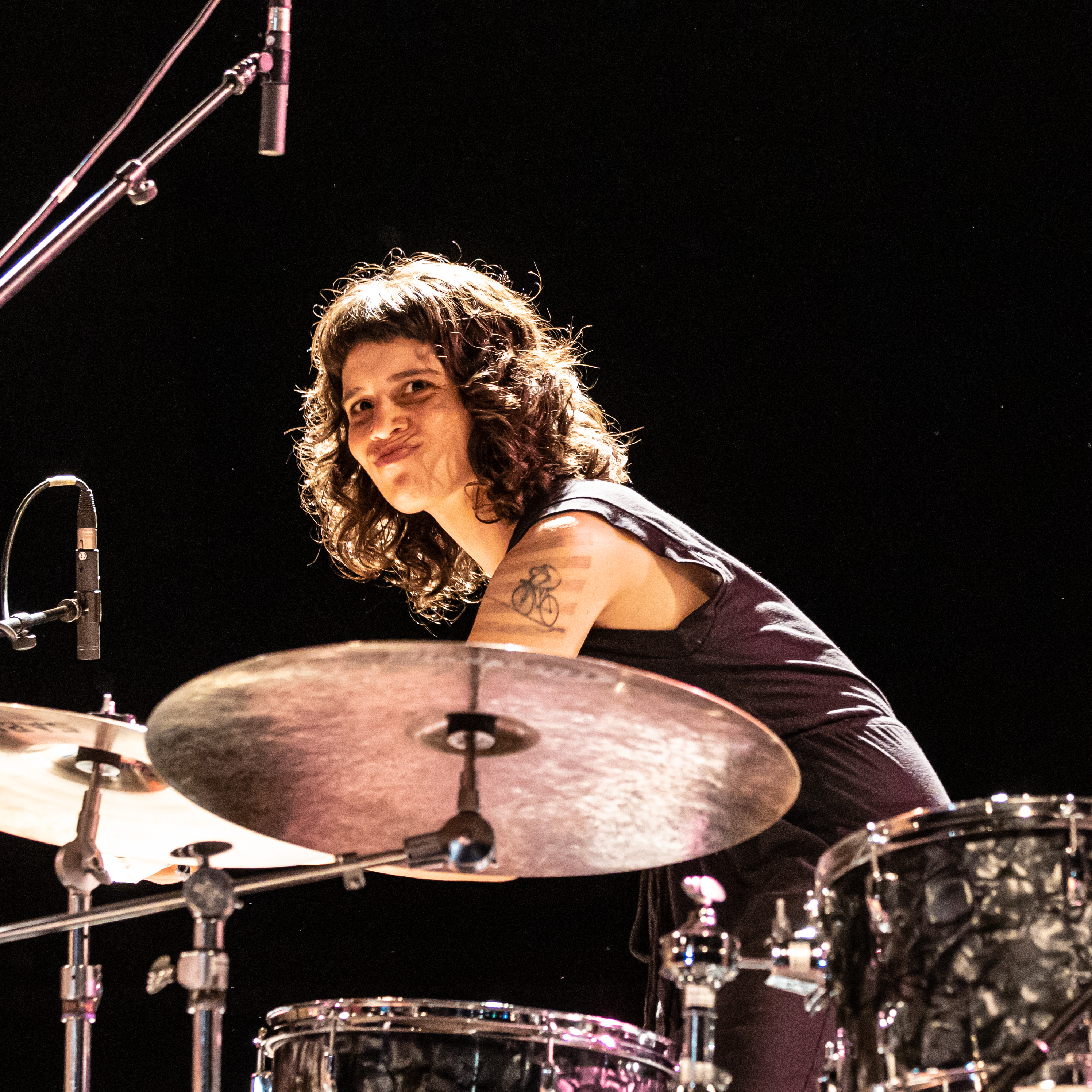
Mariá Portugal beim Moers festival 2019

Für Miles Davis, einen der anspruchsvollsten Geschmacksbildner des 20. Jahrhunderts, habe der kreative Prozess nicht mit dem letzten Satz geendet, sondern ging weiter, bis er [mit den Ergebnissen] zufrieden war, schrieb Jacob Garchik in den Liner Notes. Miles und seine Produzenten [gemeint ist etwa Teo Macero] begnügten sich nicht damit, die Werkzeuge des Studios den Beach Boys oder den Beatles zu überlassen, sondern verfeinerten ihre Beherrschung der konstruktiven Nachbearbeitung weiter und erreichten 1971 mit A Tribute to Jack Johnson einen Höhepunkt. Die Gegenüberstellungen, Überblendungen, Verzögerungseffekte und Overdubs seien ebenso integraler Bestandteil des Prozesses gewesen wie die ausgelassene Jam-Session, mit denen er begann. Ein Werk würde aus kontinuierlichen Wellen der Inspiration und Schöpfung, Schichten dauerhafter Improvisationen bestehen, wobei jede Schicht mit der darunter liegenden Schicht in Beziehung stehe oder auch nicht. Man solle das „Post“ in der Postproduktion vergessen – alles sei Produktion.
Normalerweise spiele Dunston Kontrabass, aber er würde mit diesem elektroakustischen Quintett seine neuen außergewöhnlichen Kompositionen ebenfalls auf überzeugende Art darbieten, meint Olaf Maikopf in Jazz thing. Die Stücke habe er, ohne allerdings eine starre Anordnung im Voraus festzulegen, geschrieben, vielmehr würden sie es jedem Spieler erlauben, eine Form auszuwählen oder gar zu verwerfen. Es sei eine „Technik der Verwischung der Grenze zwischen Idee oder Vorstellung und Wandlung“; wie vor ihm Miles Davis beende auch Nick Dunston seinen kreativen Prozess erst, wenn er die Schichten aus Komposition und Improvisation in einem weiteren Schöpfungsprozess im Studio dauerhaft gestaltet hat. „Indem er den musikalischen und den dezidiert außermusikalischen Qualitäten der einzelnen Instrumente, selbst jedem Kratzen, Klopfen, Kreischen oder gesanglichen Eskapaden, den gleichen Stellenwert einräumt, kartografiert Dunston das sich verändernde Beziehungsgeflecht zwischen den Interpreten. Und so klingt keines seiner wunderbar hochenergetischen Stücke wie das andere.“
Das kompositorische Konzept der sechs Stücke von Skultura greife das Uneindeutige des Namens auf, indem es die Musik einem ständigen Prozess der Veränderung aussetzt, schrieb Martin Laurentius. Dunstons Kompositionen seien das Material, mit dem er ins Studio geht, um es von den Musiker/-innen einspielen zu lassen. Aber erst in der Phase der Post-Produktion werde er zum Klangskulpteur, wenn er die Aufnahmen bearbeite und ihnen jeweils die Form gebe. Der Kreis würde sich schließen, wenn diese Band die Musik Dunstons live aufführe, um auf der Bühne die Klangkunst der Platte aufzubrechen und in etwas Neues, so zuvor noch nicht Gehörtes zu transformieren.